# Роса Бояджиева
Роса (Роза) Бояджиева е българска просветна деятелка от Македония.

## Биография
Роса Бояджиева е родена в град Велес, тогава в Османската империя, днес в Северна Македония. В 1897 година завършва Солунската българска девическа гимназия със седмия ѝ випуск, след което започва да преподава из Македония. 
В края на 1900 или началото на 1901 година главният учител в Енидже Вардар Никола Пасхов пише в спомените си:
| „ | За колеги тук заварих Ах. Минджов, Конст. Атанасов, Ив. Шишков, Роса Бояджиева и Мария Иванова. Ръководител на околийското управително тело на организацията беше К. Атанасов, който се подпомагаше от другите учители, без да занемаряват училищната си работа. | “ |